# 三ッ井卯三男
三ッ井 卯三男（みつい うさお、1903年（明治36年）3月8日 - 1977年（昭和52年））は、日本の政治家。第16代鹿児島市長。

## 経歴
長野県飯山市出身。東京高等商業学校（現・一橋大学）選科修了、九州帝国大学法文学部卒業。卒業後は長野、山形、福岡の各県の中学教師となる。1938年福岡県庁に入り、社会教育、振興、厚生の各課長を経て、1943年海軍司政官になる。帰国後の1947年福岡県秘書課長から鹿児島県庁に転じ、教育、総務の各部長、副知事を歴任する。
1959年の鹿児島市長選に保守系から立候補したが、元串木野市長で革新系の平瀬實武に敗れて落選した。4年後の1963年の市長選に現職の平瀬に挑戦する形で再び立候補し、前回と同じ保革対決となり、選挙の結果、現職の平瀬を破り当選した。
在任中、市内の住宅不足を解消するため鹿児島開発事業団を発足させ、三ッ井が理事長になった。この他市役所別館の設置、機械式のゴミ焼却炉や堆肥処理施設、屎尿処理場の開設などが挙げられる。さらに谷山市との合併を推し進め、1967年4月に谷山市との合併が実現した。
両市の合併による市長選挙が行われたが、元社会党県議の末吉利雄に敗れた。

## 親族
フジテレビ副社長、扶桑社、共同テレビ社長を務めた三ツ井康は長男。